# ناحیه مارتین، شهرستان پوپ، آرکانزاس
ناحیه مارتین (به انگلیسی: Martin Township) یک ناحیه در ایالات متحده آمریکا است که در شهرستان پوپ در آرکانزاس واقع شده‌است.

## خصوصیات
ناحیه مارتین  ۱٬۴۸۲ نفر جمعیت دارد و ۱۵۶٫۰۶ متر بالاتر از سطح دریا واقع شده‌است.